# Homalocephale
Homalocephale var en upp till omkring 1,8-2,4 meter lång dinosaurie tillhörande familjen Pachycephalosaurier. Homalocephale levde för cirka 80 miljoner år sedan i nuvarande Mongoliet i Asien.